# Paul Mutzner
Paul Mutzner (* 5. Mai 1881 in Chur; † 17. Juli 1949 in Zürich) war ein Schweizer Rechtswissenschaftler.

## Leben
Der Sohn des Christian, Schlossermeisters, und der Paulina geb. Sievert, studierte in Lausanne, Leipzig und Bern (u. a. bei Eugen Huber). 1907 wurde er in Bern zum  Dr. iur. promoviert. Von 1908 bis 1918 war er  in der schweizerischen Bundesverwaltung tätig. Ab 1913 war er Privatdozent, ab 1916 nebenamtlicher außerordentlicher Professor in Bern. Von 1918 bis 1939 war er ordentlicher Professor für Rechtsgeschichte und Privatrecht an der Universität Zürich. Er trat aus gesundheitlichen Gründen zurück.

## Schriften (Auswahl)
- Geschichte des Grundpfandrechts in Graubünden. Ein Beitrag zur Geschichte des schweizerischen Privatrechts. Chur 1909, OCLC 730553568.
- Kommentar zum schweizerischen Zivilgesetzbuch. Anwendungs- und Einführungsbestimmungen. Artikel 1–50. Bern 1926, OCLC 174176115.
- System und Geschichte des schweizerischen Privatrechts. Dritte Lieferung. Basel 1937, OCLC 254732304.